# 吴全德
吴全德（1923年12月12日—2005年12月29日），中国电子物理学家。浙江黄岩人。1947年毕业于清华大学电机系。北京大学教授。主要研究光电阴极、含超微粒子薄膜及薄膜的成核和生成等领域。1991当选为中国科学院院士（学部委员）。